# Rap City
Rap City è stato un programma musicale, mandato in onda dalla Black Entertainment Television, dal 1989 al 2008. Il programma era una vetrina dedicata alla musica rap, con interviste, video e momenti dedicati al freestyle. Spesso il programma era condotto da famosi DJs.

## Storia

### La nascita del programma
Il programma è stato creato da Alvin Jones, VJ/produttore di BET, conosciuto anche come  "The Unseen VJ". In origine il programma era solamente uno spin-off di "Rap Week", un segmento del programma Video Vibrations, condotto, tra gli altri, dallo stesso "The Unseen VJ".
Discostandosi dalla politica del suo principale avversario televisivo, Yo! MTV Raps, Rap City non si occupa solamente di artisti di fama consolidata, ma da' spazio anche ai video di validi artisti emergenti e rappers legati ai circuiti dell'underground.
Il programma conteneva anche un  Weekly Top 10 Countdown, in onda il sabato. Dal 1991 al 1994, questo segmento è stato anche conosciuto come "Top 10 Rapdown", nel periodo in cui il conduttore era Prince Dajour.

### Conduttori e messa in onda
Il primo conduttore dello show è stato Chris Thomas, dal 1989 al 1991.  Dopo questa esperienza, Thomas fu anche soprannominato "THE MAYOR OF RAP CITY", o semplicemente The Mayor.  Altri conduttori: Hans Dobson (1989-1991), Prince Dejour (1991-1994), Joe Clair (1994-1999), Leslie Segar (a.k.a. Big Lez) (1994-1999), Big Tigger (1999-2005), Mad Linx (2005-2006), J-Nicks (2005-2006) e Q-45 (2006-2008).
Dopo il 13 settembre 1999, lo show fu rinominato Rap City: Tha Basement e alla conduzione venne chiamato nuovamente Big Tigger (a.k.a. Tigger), a cui seguirono Joe Clair e Big Lez. L'8 agosto del 2000, la BET spostò il programma in una nuova fascia oraria, alle 16:00.
Il 21 gennaio 2005 alla conduzione dello show fu chiamato Mad Linx, DJ e conduttore radiofonico.
Il 3 ottobre dello stesso anno, Mad Linx si prese una pausa dal programma per condurre BET Road Show. Per alcune settimane il programma fu condotto da J-Nicks. Occasionalmente, alla conduzione del programma si sono alternate personalità famose del mondo rap. La BET ha portato la durata del programma da due ore ad un'ora soltanto.
Il 28 dicembre il programma fu di nuovo messo in onda nel segmento tradizionale (17:00  - 18:00). Mad Linx tornò a condurre il programma il 2 febbraio 2006. J-Nicks iniziò invece a condurre un programma radiofonico giornaliero per WHTA Hot 107.9 FM ad Atlanta. Il 24 agosto, Q45 prese il posto di Mad Linx. Il 25 settembre la fascia oraria fu di nuovo spostata, tornando ad essere quella dalle 16:00 alle 17:00 e poi di nuovo ad ottobre dello stesso anno. Dopo questo momento di confusione, Q45 è rimasto il presentatore ufficiale del programma, mentre Mad Linx ha continuato a collaborare, presentando Rap City Top 10 al sabato e Big Tigger conducendo gli speciali, dal titolo Rap City Presents....
Il 17 settembre del 2007 la BET ha spostato la messa in onda del programma all'una di notte. Lo spazio che prima era di Rap City è stato occupato dalla rotazione musicale. Già ad ottobre, a causa del calo di ascolti, il programma fu riportato alla sua fascia oraria tradizionale.

### The Freestyle Booth
Uno dei segmenti più popolari all'interno dello show è stato sicuramente quello dedicato al freestyle. In questo segmento, gli ospiti si esibivano in freestyle esclusivi per il programma. Questa abitudine iniziò con la conduzione di Big Tigger. Nonostante sia rimasto l'unico a dare peso a questa parte del programma, il Freestyle Booth è ora visto come una delle parti storicamente fondamentali di Rap City. In molte occasioni i freestyle sono andati in onda quasi completamente incensurati.

### Fine della corsa
Il primo ottobre 2008, la BET cancella Rap City, l'ultima messa in onda è quella del 30 settembre 2008, e rimpiazza il programma con The Deal, dal 10 novembre dello stesso anno. Secondo alcune voci Carlton Richard, presidente della The Richard Organization, sarebbe all'opera per acquisire i diritti di Rap City e riportare in onda il programma.